# 허잉 (양궁 선수)
허잉(중국어: 何影, 병음: Sūn Lóng, 한자음: 하영, 1977년 4월 17일~)은 중화인민공화국의 양궁 선수, 지도자이다. 올림픽에 3회 참가했고 1996년 하계 올림픽에서 여자 개인전 은메달, 2004년 하계 올림픽 여자 단체전 은메달을 획득했다. 또한 세계 선수권 대회에서 금메달 1개, 은메달 1개를 획득했다.